# PDCurses

A PDCurses egy public domain szoftver programkönyvtár DOS, OS/2, Windows, X11 és SDL2 számára. Ez az eredeti curses rendszer folytatása - míg a curses fejlesztése az 1990-es évek közepén befejeződött, az ncurses és a PDCurses fejlesztése folytatódott. A PDCurses az eredeti X/Open és UNIX System V R4 curses-ben elérhető funkciók többségét valósítja meg. A fejlesztés 1987-ben kezdődött a The Hessling Editor támogatására. Számos fordítóprogramot támogat ezekhez a platformokhoz. Az X11 port lehetővé teszi a meglévő szöveges módú curses programok újrafordítását natív X11 alkalmazások készítésére.

## Fordítás
- Ez a szócikk részben vagy egészben  a   PDCurses című angol Wikipédia-szócikk fordításán alapul.  Az eredeti cikk szerkesztőit annak laptörténete sorolja fel. Ez a jelzés csupán a megfogalmazás eredetét és a szerzői jogokat jelzi, nem szolgál a cikkben szereplő információk forrásmegjelöléseként.